# Muletrain (EP)
Muletrain es la primera referencia el grupo de hardcore punk de Madrid Muletrain.
Tras la separación de Aerobitch, tres de sus miembros decidieron seguir con otro grupo. Tras contactar con un nuevo batería (Servando Rocha, del grupo Milk Fiction), se pusieron manos a la obra y grabaron una maqueta de cuatro temas con la única intención de que sirviese como carta de presentación.
Cuando la maqueta llegó al sello No Tomorrow Records, los dos principales responsables (Javi y Profesor SFCC) se quedaron tan maravillados con la grabación que propusieron al grupo editarla tal cual.,
Aunque algunos miembros del grupo no estaban del todo contentos con el sonido, finalmente decidieron aceptar la oferta, al pensar que el EP podría ser una buena carta de presentación. En abril salió al mercado en formato de vinilo 7".
«Your rope» y «Chemical shuttle» fueron regrabadas para el primer álbum de la banda: Demolition Preachin'.

## Lista de canciones
Cara A
1. «You cheated»[5]
2. «Your rope»

Cara B
1. «Chemical shuttle»
2. «Shoot me»

## Personal
- Ivar: guitarra solista y coros.
- Servan: batería.
- Nacho: bajo.
- Mario: guityarra rítmica y voz.

- Dirty Schazmann: coros en «Your rope»

## Personal técnico
- Moncho Campa: técnico de sonido y productor.
- Screamin' Mario Loco: diseño de portada.